# Maladera quinquidens
Maladera quinquidens är en skalbaggsart som beskrevs av Brenske 1896. Maladera quinquidens ingår i släktet Maladera och familjen Melolonthidae. Inga underarter finns listade i Catalogue of Life.